# 日本の高等教育
日本の高等教育(にほんのこうとうきょういく)は、大きく分けて一条校（短大、大学、大学院および高等専門学校）と、その他の学校（専修学校専門課程、省庁大学校など）に分類される。 日本の高等教育は、大学（短期大学を含む）、高等専門学校、専門学校（専門課程）などが含まれる。これらは、中等教育（中学校、高校）修了後に進学する教育機関である。高等教育は、個人の人格形成、能力開発、知識伝授、知的生産活動、文明の継承など、多岐にわたる役割を担っている。
日本は高等教育機関への進学率が高く、25-64歳の人口のうち26%がISCED 1997におけるレベル5のType A（一般的な大学など）を、20%がType B（短期大学、専門学校など）に相当する第3期の教育を修了している。
文部科学省が所管する教育機関のうち、以下の機関が高等教育機関として分類されている。また、UNESCOの国際標準教育分類（ISCED）においても、それぞれ以下のように分類されている。
- ISCED-8 - 大学院における博士課程
- ISCED-7 - 大学院における修士課程・専門職学位課程
- ISCED-6 - 大学における学士課程
- ISCED-5 - 短期大学、高等専門学校（高専）、専修学校の専門課程で2年制の学科以上（専門学校）[注 1]、後期中等教育修了後の各種学校で2年制の学科以上

これに加え省庁大学校の独立行政法人大学改革支援・学位授与機構による認定課程（高専専攻科等）なども該当する。
上記の高等教育機関のうち、一条校については政令で定める期間ごとに、文部科学大臣が認定した評価機関による評価（アクレディテーション）を受ける必要がありその評価結果を公開しなければならない。

## 歴史
- 近世以前
  - 藩校
  - 漢学塾
  - 蘭学 - 蘭学塾
- 近代（明治維新以降） - 学校令で規定された旧制高等教育機関
  - 旧制大学
    - 帝国大学令 - 帝国大学
    - 大学令 - 単科大学

  - 専門学校令 - 旧制専門学校（高等商業学校、 高等農林学校、 高等工業学校など実業専門学校を含む）
  - 高等学校令 - 旧制高等学校
  - 旧外地の高等教育機関
- 現代（第二次世界大戦後の学制改革以降） - 学校教育法などで規定された新制高等教育機関
  - 大学（短期大学（専攻科を含む）、および大学院を含む）
    - 国立大学、公立大学、私立大学

  - 高等専門学校（専攻科を含む）
  - 専修学校の専門課程で2年制学科以上（専門学校）
  - 後期中等教育修了後の各種学校で2年制の学科以上

中央教育審議会は2009年6月22日、職業教育に絞った「新しい高等教育機関」を創設する方針を打ち出した。新しい高等教育機関は、実験や実習など仕事に直結する授業に重点を置くことを想定し、名称の候補は「専門大学」、「職業大学」などが考えられている。2015年の文科省有識者会議においても「専門職業大学」「専門職大学」などの名称で2~4年制の職業大学を新設することが提言され、2019年に「専門職大学」「専門職短期大学」が創設された。

## 高等教育を行う学校

### 大学院
大学院に入学できる者は、大学の学部を卒業した者（学士取得者）、またはこれと同等以上の学力があると文部科学大臣の定める基準で認められた者である。ただし、研究科の教育研究上必要がある場合においては、当該研究科に係る入学資格を学士、修士、博士と同等以上の学力があると認められた者とする。

### 大学
|                      | 男    | 女    | 計    |
| -------------------- | ----- | ----- | ----- |
| 人文・芸術           | 10.1% | 25.9% | 17.2% |
| 法律・経済経営など   | 38.8% | 24.2% | 32.2% |
| 理学                 | 4.0%  | 1.7%  | 3.0%  |
| 工学                 | 24.5% | 4.0%  | 15.3% |
| 農学                 | 2.9%  | 2.7%  | 2.8%  |
| 医・歯・薬・看・保健 | 8.0%  | 14.4% | 10.9% |
| 教育・教員養成       | 5.1%  | 12.3% | 8.4%  |
| 家政                 | 0.5%  | 7.2%  | 3.5%  |
| その他               | 6.0%  | 7.6%  | 6.7%  |

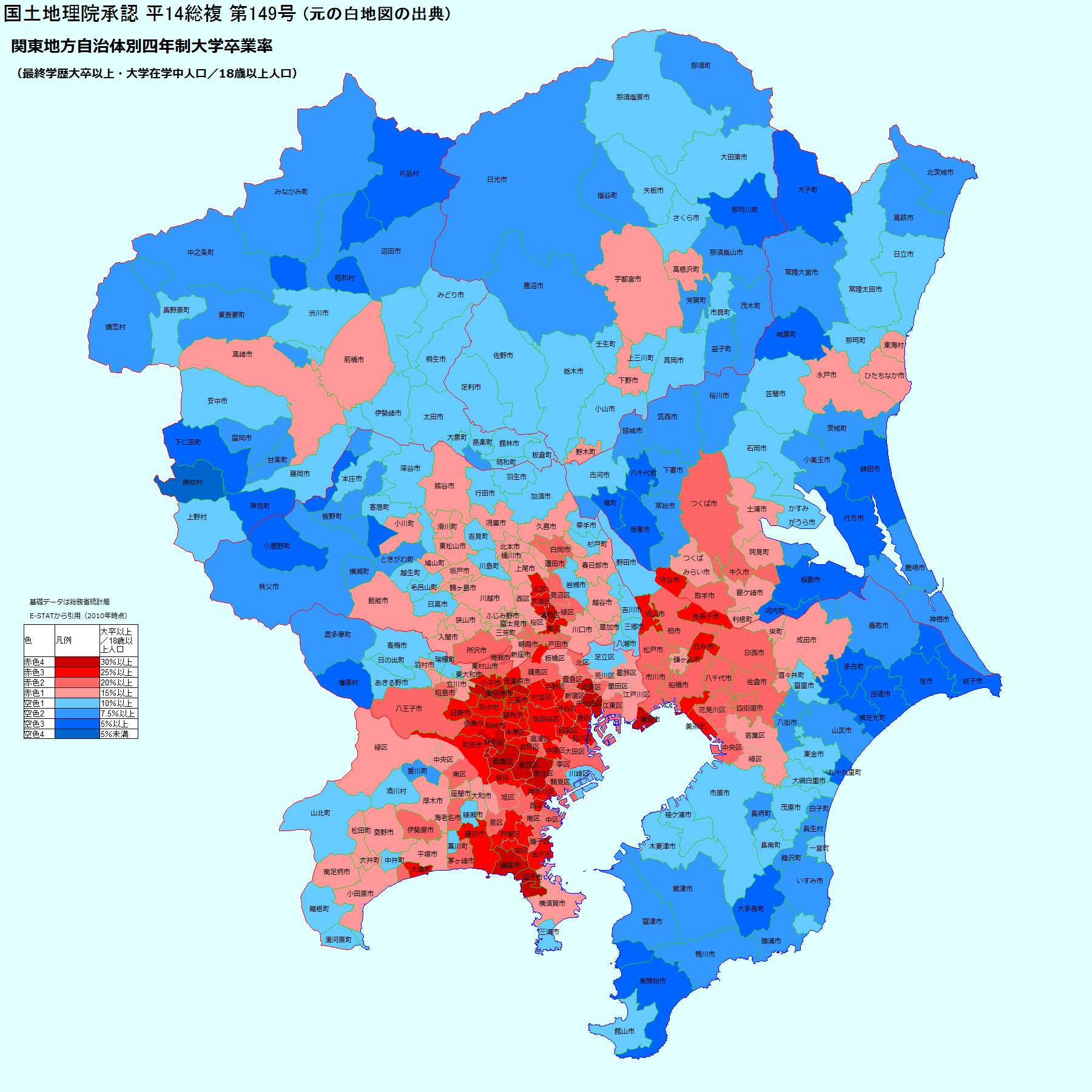
関東の大卒率（自治体別）

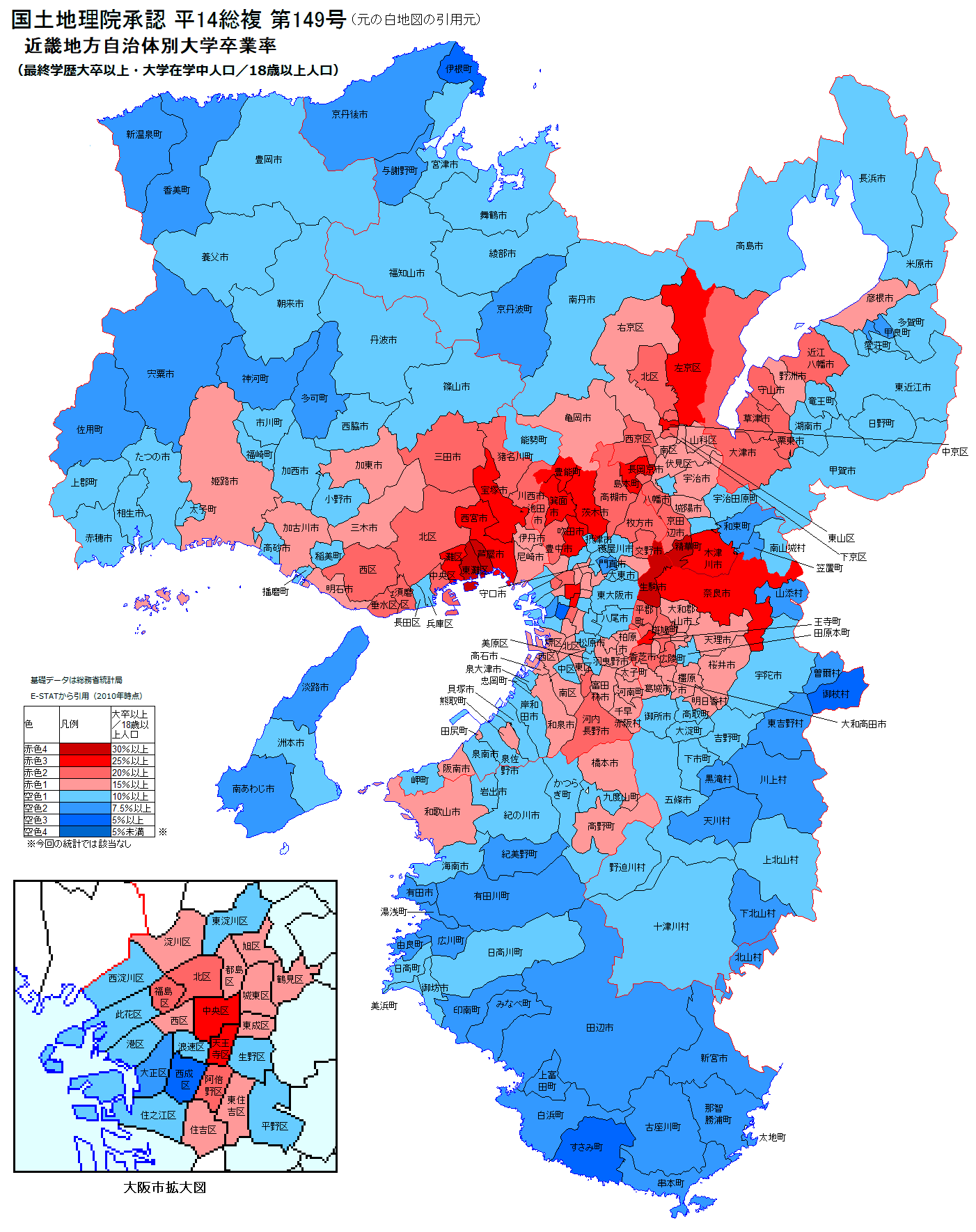
近畿の大卒率（自治体別）

日本の大学は学校教育法108条により「学術の中心として、広く知識を授けるとともに、深く専門の学芸を教授研究し、知的、道徳的および応用的能力を展開させること」が目的とされている。
日本における大学入学資格は、文部科学省の定める中等教育修了者、もしくは高等学校卒業程度認定試験に合格した者などである。
大学院重点化大学では、教員は学部の専任教員ではなく大学院の研究科の専任教員となり、学部については兼務の一つとされる。大学院の研究科に代えて、教員の所属である研究部と、学生の所属である教育部を分けている大学もある（研究部・教育部制度を参照）。また大学院のみの大学として、大学院大学も存在する。

#### 通信課程
大学は、通信による教育を行うことができる。
- ISCED-8: 大学院博士課程通信制課程
- ISCED-7: 大学院修士課程通信制課程
- ISCED-6: 大学通信制課程

また、放送大学学園法に基づく通信制大学として放送大学が存在する。

#### 短期大学
短期大学は修業年限を2年または3年とする大学であり、学校教育法108条で目的を「深く専門の学芸を教授研究し、職業又は実際生活に必要な能力を育成すること」とされている。

### 高等専門学校
高等専門学校（高専）は、「深く専門の学芸を教授し、職業に必要な能力を育成すること」が目的とされる。中学校卒業程度を入学資格とし、後期中等教育段階を包含する5年制の高等教育機関であり、修了した者は準学士の称号を授与され、大学へ編入学することができる。
更に、高等専門学校の専攻科に進学して2年間の課程を修了し、大学改革支援・学位授与機構の審査に合格した者には学士の学位が授与され、大学院の修士課程、あるいは博士前期課程へ入学することができる。

### 高等学校等の専攻科
高等学校等は後期中等教育を行う事を目的とするが、学校教育法第58条にて高等学校（第70条にて中等教育学校の後期課程、第82条にて特別支援学校に準用）を根拠とし「精深な程度において、特別の事項を教え、その研究を指導することを目的として」専攻科を設置することができる。
高等学校等の専攻科のうち、2016年（平成28年）4月1日改正学校教育法により「修業年限が二年以上であることその他の文部科学大臣が定める基準を満たす」専攻科の修了者は大学編入学が認められるとなったことにより、基準を満たす高等学校等専攻科は短期大学・高等専門学校、専門学校（2年制学科以上）等と同等の高等教育機関として扱われたと考え得る。
なお、人事院における学歴免許等資格区分表では、高等学校等の専攻科は、短期大学や高等専門学校、専門学校（2年制学科以上）等と同等の高等教育機関とはされていない。

## 一条校以外の高等教育機関

### 専修学校専門課程（専門学校）
専門学校は、中等教育修了者に対して「職業若しくは実際生活に必要な能力を育成し、または教養の向上を図ることを目的として組織的な教育を行う」1年以上の職業教育を施す教育施設であり、文部科学省の定める基準を満たし大学に編入学できる専門課程（修了した者に専門士、高度専門士の称号が授与される課程）は、文部科学省の学校基本調査などにおいて、高等教育機関に分類されることがある。
文部科学大臣の認定する専門課程を卒業した者には、専門士、高度専門士の称号が授与される。
- 高度専門士（アドバンスド・ディプロマ）[注 3] - 修了年数4年以上。大学（学部）卒と同等レベルに扱う民間企業もある。官公庁は短大卒と同等レベルに扱う。大学院に進学可能[22]。学士に相当する称号（"a qualification equivalent to a second bachelor's degree"）としてケンブリッジ大学などが授与している[23]。
- 専門士（ディプロマ） - 修了年数2年または3年。短大卒と同等レベルに扱う官公庁や民間企業もある。大学学部レベル（大学3年次）に編入可能[24]。

### 各種学校
各種学校は、専修学校（専門学校）と同様、中等教育修了後、修業年限が2年以上の学科の場合は高等教育になるが、専門学校のような称号制度はない。

### 省庁大学校（文部科学省所管外）
一条校とは別に、文部科学省以外の省庁が所管する教育機関として省庁大学校がある。
大学改革支援・学位授与機構が省庁大学校の課程を大学に相当するものと認めた場合、その課程を卒業・修了すると同機構より学位が与えられる。
- 防衛大学校（本科・研究科博士前期課程・博士後期課程）
- 防衛医科大学校（医学科・研究科博士後期課程）
- 水産大学校（本科・研究科）
- 海上保安大学校（本科）
- 気象大学校（大学部）
- 職業能力開発総合大学校（総合課程・長期養成課程職業能力開発研究学域）
- 国立看護大学校（看護学部・研究課程部前期課程・後期課程）

## 学費

### 学生納付金

#### 国立大学
国立大学では2003年度まで授業料と入学金は一律と定められていた。一方、2004年度に施行された国立大学法人法の規定により、国立大学等の授業料その他の費用に関する省令が公布・施行され、各大学法人は標準額の10%を上限として授業料を定めることが可能とされた。この上限は、2007年度に20%へと引き上げられている。
2018年度から、国立大学では授業料の値上げが相次いでおり、2024年度には学生らによる反対運動が発生している。

#### 私立大学
文部科学省のデータでは、2021年度(令和3年度)の私立大における初年度納付金の年間平均額は、文系で118万899円、理系で156万6262円、医歯学系で489万539円であった。
2023年度(令和5年度)の私立大学（学部）における授業料については、前回調査となる上記の2021年度(令和3年度)比で3%増の95万9,205 円となっており、入学料は2.1%減の24万806 円、施設設備費は8.3%減の16万5,271 円である。また、初年度学生納付金等（授業料、入学料、施設設備費、実験実習料等の総計）については、対前回調査比で0.4%減の1,477,339 円となっている。

### その他
- 慶應義塾大学は、前年度人事院勧告による国家公務員給与の上昇率等を基準として、物価や経済状況に変化に応じて学費を変動させるスライド制を導入している。

## 21世紀に入ってからの動向
2021年時点で定員割れの大学は全体の半数を占めている。産経新聞によれば、受験人口が減少する一方で、新しい大学・学部などの設置や、私立大における入学定員は増加していくとされる。
東京学芸大学教育学部准教授の田中敬文は「私立大学・短大数は2017年時点932校あるが、定員割れが229校と約39％にも達する。また今後の本格的な18歳減少前に学校法人の17％が経営難に陥っているため、撤退等が必要とされている。